# NGC 7503
NGC 7503 est une vaste galaxie elliptique relativement éloignée et située dans la constellation des Poissons. Sa vitesse par rapport au fond diffus cosmologique est de 12 847 ± 26 km/s, ce qui correspond à une distance de Hubble de 189,5 ± 13,3 Mpc (∼618 millions d'al). NGC 7503 a été découverte par l'astronome allemand Albert Marth en 1864.

## Amas de Pégase II

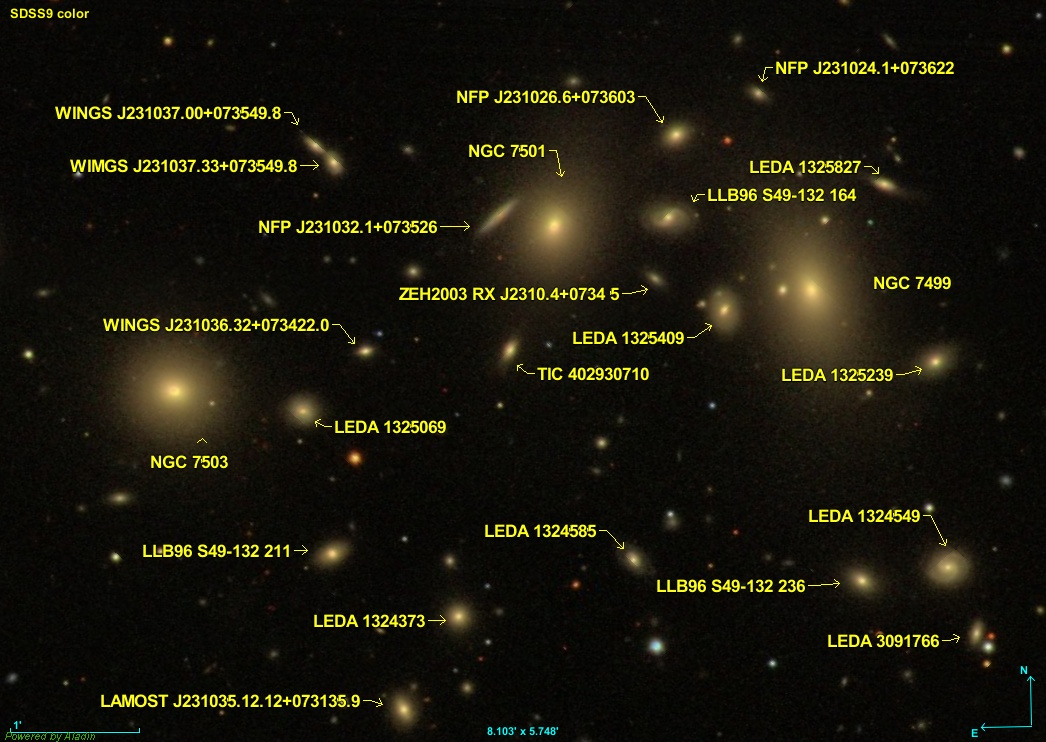
Quelques galaxies de l'amas de Pégase II (PEGASUS II).

Selon la base de données NASA/IPAC, NGC 7503 fait partie de l'amas de galaxies de Pégase II (PEGASUS II). Selon un article de E.L. Turner publié en 1976, NGC 7501 et NGC 7503 forment une paire de galaxies rapprochées, ce qui est vraisemblablement incorrect, car elles sont à environ 44 mpc (144 al) l'une de l'autre.
L'amas de Pégase II comprend entre 50 et 60 galaxies situées dans la constellation des Poissons. La distance moyenne entre ce groupe et la Voie lactée est d'environ 177 Mpc (∼577 millions d'al).
Le tableau ci-dessous résume les propriétés des trois galaxies membres de l'amas figurants dans le New General Catalogue. Le tableau montre en  particulier les distances de Hubble de celles-ci.
| Nom      | Classification | Type         | α (J2000.0)      | δ (J2000.0)     | Vitesse radiale (km/s) | Magnitude apparente | Distance (Mpc) | Dimension (kal) |
| -------- | -------------- | ------------ | ---------------- | --------------- | ---------------------- | ------------------- | -------------- | --------------- |
| NGC 7503 | E2?            | Elliptique   | 23h 10m 42.2641s | 07° 34′ 03.846″ | 13217 ± 3              | 13,3                | 139,2 ± 11,2   | 184             |
| NGC 7499 | SA0^0(s)?      | Lenticulaire | 23h 10m 22.3729s | 07° 34′ 50.449″ | 11737 ± 28             | 12,8                | 167,6 ± 11,8   | 262             |
| NGC 7501 | E1             | Elliptique   | 23h 10m 30.4080s | 07° 35′ 20.556″ | 12790 ± 31             | 13,4                | 183,2 ± 12,8   | 208             |

Notons qu'une recherche de la requête PEGASUS II sur le site de la base de données NASA/IPAC, ainsi même que sur Wikipédia conduit aux données de la galaxie naine Amdromeda VI, ce qui porte vraiment à confusion.

## Supernova
La supernova SN 2001ic a été découverte dans NGC 7503 le 7 décembre 2001 dans le cadre du programme LOTOSS de l'observatoire Lick. D'une magnitude apparente de 17,4 au moment de sa découverte, elle était de type Ia.